# Monsieur et Madame détective
Monsieur et Madame détective (The Thin Man) est une série télévisée américaine en 72 épisodes de 26 minutes, créée d'après les personnages de Dashiell Hammett et diffusée entre le 20 septembre 1957 et le 26 juin 1959 sur le réseau NBC.
En France, la série a été diffusée à partir du 6 janvier 1963 sur la première chaîne de l'ORTF, et au Québec à partir du 8 janvier 1967 à la Télévision de Radio-Canada.

## Synopsis
Cette série met en scène Nick et Nora Charles, un couple d'oisifs new yorkais qui jouent les détectives amateurs, toujours accompagnés de leur fox-terrier Asta.

## Distribution
- Peter Lawford (VF : Gabriel Cattand) : Nick Charles
- Phyllis Kirk (VF : Jacqueline Porel) : Nora Charles
- Tol Avery : Lieutenant Steve King (1957-1958)
- Stafford Repp : Lieutenant Ralph Raines (1957-1958)
- Jack Albertson : Lieutenant Harry Evans (1958-1959)
- Patricia Donahue : Hazel (1958-1959)
- Nita Talbot : Beatrice Dane (1958-1959)

## Épisodes

### Première saison (1957-1958)
1. Titre français inconnu (The Dollar Doodle)
2. Le Duc de Sing Sing (Duke of Sing Sing)
3. L'Ange Bise (The Angel Biz)
4. Titre français inconnu (Come Back Darling Asta)
5. Paris Pendentif (Paris Pendant)
6. C'est l'idée (That's the Spirit)
7. Meurtres acrostiches (Acrostic Murder)
8. Titre français inconnu (Dead Duck)
9. Cliché Fatal (Fatal Cliche)
10. Titre français inconnu (Ring Around Rosie)
11. Titre français inconnu (Angels in Paradise)
12. Titre français inconnu (The Fashion Showdown)
13. Le don mort (Dead Giveaway)
14. Importun Alibi (Unwelcome Alibi)
15. Jour Asta (Asta Day)
16. Titre français inconnu (The Scene Stealer)
17. Damone Dilemme (Damone Dilemma)
18. Titre français inconnu (Unlucky Lucky Number)
19. Homme sur le pont (Man on the Bridge)
20. Titre français inconnu (Pre-Incan Caper)
21. Le meurtre est là où vous le trouvez (Murder Is Where You Find It)
22. Titre français inconnu (Ship Shakedown)
23. Robot client (Robot Client)
24. Le Mystère des meurtres absents (The Mystery of the Missing Murders)
25. Titre français inconnu (Double Jeopardy)
26. Titre français inconnu (Bookworms)
27. Titre français inconnu (Jittery Juror)
28. Le Docteur Infiltrés (The Departed Doctor)
29. Le champion de tennis (The Tennis Champ)
30. Titre français inconnu (The Delinquent)
31. Titre français inconnu (The Painted Witnesses)
32. La soucoupe personnes (The Saucer People)
33. Titre français inconnu (The Carstadt Man)
34. L'Art d'assassiner (The Art of Murder)
35. Titre français inconnu (Kappa Kappa Kaper)
36. La vallée Faussaire (The Valley Forger)
37. La poupée qui crie (The Screaming Doll)

### Deuxième saison (1958-1959)
1. Titre français inconnu (Scene of the Crime)
2. Titre français inconnu (Housewarming)
3. Titre français inconnu (Pack My Gat, Beulah)
4. Titre français inconnu (Lost Last Chapter)
5. Titre français inconnu (I Loathe You, Darling)
6. Titre français inconnu (Human Bomb)
7. Titre français inconnu (Plague of Pigeons)
8. Titre français inconnu (Design for Murder)
9. Titre français inconnu (Murder in Mink)
10. Titre français inconnu (Lady on the Lam)
11. Titre français inconnu (Beauty and the Bath)
12. Titre français inconnu (The Case of the Baggy Pants)
13. Titre français inconnu (Maine Thing)
14. Titre français inconnu (Outrageous)
15. Titre français inconnu (The Big Holdout)
16. Titre français inconnu (Perfect Servant)
17. Titre français inconnu (A Funny Thing Happened on the Way to the Morgue)
18. Titre français inconnu (Black Wind and Lightning)
19. Titre français inconnu (Holiday for Hazel)
20. Titre français inconnu (Lady Frankenstein)
21. Titre français inconnu (Mayhem to Music)
22. Titre français inconnu (La Sabre Invecta Est?)
23. Titre français inconnu (Gory Road)
24. Titre français inconnu (Anonymity Anyone?)
25. Titre français inconnu (That's Gratitude)
26. Titre français inconnu (The Cat Kicker)
27. Titre français inconnu (Bronze Bonze)
28. Titre français inconnu (Requiem for a Recluse)
29. Titre français inconnu (Nora Goes Over the Wall)
30. Titre français inconnu (Hamilton Hollered Help)
31. Titre français inconnu (Dear Dead Days)
32. Titre français inconnu (Cold Cargo)
33. Titre français inconnu (Bat McKidderick)
34. Titre français inconnu (Cherchez La Sexpot)
35. Titre français inconnu (Paradise Discovered)